# النظام المالي في استراليا
يتكون النظام المالي الأسترالي من الترتيبات التي تغطي اقتراض وإقراض الأموال ونقل ملكية المطالبات المالية في أستراليا، التي تشمل:
- المؤسسات المرخص لها بتلقي الودائع (ADIs) أو المؤسسات المالية، متضمنةً البنوك والاتحادات الائتمانية وجمعيات البناء.
- المؤسسات المالية غير المصرفية (NBFI).
- التأمين (على الحياة والعامة).
- التقاعد.
- الأسواق المالية: أسواق الديون والأسهم والمشتقات المالية.
- أنظمة الدفع: النقد والشيكات وEFTPOS وRTGS وأنظمة الدفع الأخرى عالية القيمة.

## الأسواق المالية
مشغلي البورصة الرئيسيين في السوق المالية الأسترالية هم بورصة الأوراق المالية الأسترالية (ASX) والبورصة الوطنية الأسترالية الأصغر (NSX)، وكلاهما يوفر تسهيلات البورصة للأوراق المالية الأسترالية المدرجة. استحوذت NSX على بورصة بنديجو في يونيو 2012 ودمجت عملياتها.
معظم معاملات الصرف الأجنبي خالية إلى حد كبير من التنظيم، وقد فوض بنك الاحتياطي الأسترالي سيطرته إلى حد كبير إلى التجار المعتمدين في سوق المال وتجار الصرف الأجنبي.

## المشاركون في السوق

إجمالي العمالة في المجال المالي (بآلاف الأشخاص) منذ عام 1984

يتألف المشاركون في النظام المالي من البنوك التجارية، والبنوك الاستثمارية، وشركات التمويل، وجمعيات البناء أو التعاونية، والاتحادات الائتمانية، والجمعيات الصديقة، والمؤسسات المالية غير المصرفية (NBFI)، وصناديق التقاعد المعتمدة وصناديق الودائع المعتمدة، وصناديق الودائع العامة، وصناديق إدارة النقد، والرهن العقاري.  المنشئين وشركات التأمين والصناديق المؤسسية التي تستثمر في الديون وتمويلها.

### المؤسسات المالية
يهيمن على البنوك في أستراليا ما يُعرف باسم «الأربعة الكبار»، التي يشار إليها أيضًا باسم ركائز النظام المالي الأسترالي:
- كومنولث بنك اوف أستراليا (Commbank).
- مؤسسة ويستباك المصرفية (Westpac).
- مجموعة أستراليا ونيوزيلندا المصرفية (ANZ).
- بنك أستراليا الوطني (NAB).

هنالك العديد من البنوك الصغيرة المنتشرة في جميع أنحاء البلاد، وعدد كبير من المؤسسات المالية الأخرى، مثل الاتحادات الائتمانية.  العديد من البنوك الأجنبية الكبيرة لها وجود، ولكن القليل منها لديها وجود مصرفي للأفراد. البنك المركزي هو بنك الاحتياطي الأسترالي (RBA). منذ عام 2008، ضمنت الحكومة الأسترالية ودائع تصل إلى 250 ألف دولار لكل عميل لكل مؤسسة ضد الفشل المصرفي.

### سوق التأمين
يمكن تقسيم سوق التأمين الأسترالي إلى ثلاثة مكونات تقريبًا: التأمين على الحياة والتأمين العام والتأمين الصحي. كانت هذه الأسواق متميزة إلى حد ما، إذ تركز معظم شركات التأمين الكبرى على نوع واحد فقط.  ومع ذلك، في الآونة الأخيرة، وسعت العديد من شركات التأمين نطاقها ليشمل خدمات مالية أكثر عمومية، وواجهت منافسة من البنوك والشركات التابعة للتكتلات المالية الأجنبية.

### معاش التقاعد
يجري دعم التقاعد في أستراليا وتشجيعه من قبل الحكومة، والحد الأدنى من المخصصات إلزامي للموظفين. يجري توفير ترتيبات التقاعد من قبل البنوك وشركات التأمين، على الرغم من أن معظم الصناديق تُدار ذاتيًا، فإن صناديق التقاعد منظمة بإحكام.

## أنظمة المدفوعات والمقاصة
هناك العديد من أنظمة الدفع المستخدمة داخل أستراليا، والعديد منها تنظمها شبكة المدفوعات الأسترالية (AusPayNet)، المعروفة سابقًا باسم جمعية مقاصة المدفوعات الأسترالية (APCA).
هناك العديد من أنظمة الدفع المستخدمة داخل أستراليا، والعديد منها تنظمها شبكة المدفوعات الأسترالية (AusPayNet) المعروفة سابقًا باسم جمعية مقاصة المدفوعات الأسترالية (APCA)، بما في ذلك:

### نقدًا
الدولار الأسترالي هو العملة الأسترالية وعملة أستراليا القانونية في أستراليا. يجري تنظيم المقاصة والتسوية للمدفوعات النقدية (وتسمى أيضًا CS5)، بوساطة AusPayNet، بوصفه نظام تبادل النقد الأسترالي (ACDES).

### الشيكات
لا تزال الشيكات أهم أدوات الدفع غير النقدية في أستراليا من حيث القيمة المحولة. وبلغ عدد المعاملات الشهرية بالشيكات في عام 2008 نحو 33.7 مليون معاملة قيمتها 139.3 مليار دولار. يشهد استخدام الشيكات انخفاضًا في جميع أنحاء العالم، ولكنه يتراجع بنحو أسرع في أستراليا مقارنةً بالعديد من البلدان الأخرى. بين عامي 2010 و2014، انخفض استخدام الشيكات في أستراليا بنسبة 42.8٪ مع كتابة ما يزيد قليلًا عن سبعة شيكات لكل شخص في عام 2014. في عام 2014، جرى استخدام 166.6 مليون شيك في أستراليا، مقارنةً بـ 291.1 مليون في عام 2010. في عام 2015، انخفض استخدام الشيكات بمقدار 16.3٪ أخرى.

### الدخل المباشر
يمكن استخدام الدخل المباشر (ويسمى أيضًا CS2) لتحويل الأموال بين الحسابات المصرفية في أستراليا. يجري تنظيم المقاصة والتسوية بوساطة AusPayNet بوصفه نظام المقاصة الإلكترونية بالجملة (BECS).
يستخدم الإدخال المباشر BSB ورقم الحساب لتحديد البنك والحسابات المخصومة والائتمان.  تتضمن بعض الاستخدامات الشائعة لنظام الدخول المباشر ما يلي:
- إعداد عمليات دفع الديون الشهرية مباشرة لدفع الفواتير المتكررة، مثل فواتير بطاقات الائتمان.
- تحويل الأموال إلى حسابات بنكية أخرى، والمعروف أيضًا باسم التحويلات من طرف ثالث.
- دفع الأجور والرواتب.
- استرداد الضرائب الحكومية والمدفوعات.

يتبادل المشاركون في BECS ملفات الإدخال المباشر (DE) على فترات خلال اليوم، وعادةً ما يتم تصفية المراكز يوميًا.

### نقطة بيع التحويل الإلكتروني للأموال (EFTPOS)
تحدث معاملات EFTPOS (نقطة بيع التحويل الإلكتروني للأموال) ومعاملات أجهزة الصراف الآلي (تسمى أيضًا CS3) عبر شبكة التحويل الإلكتروني. يتم تنظيم تسوية وتسوية معاملات EFTPOS وأجهزة الصراف الآلي بوساطة AusPayNet بوصفه نظام المقاصة الإلكترونية للمستهلك (CECS). بين عامي 2005 و 2015، انخفضت عمليات السحب من أجهزة الصراف الآلي بنسبة 11.5٪، ولكنها زادت بنسبة 5.1٪ في القيمة.

### البطاقة المصرفية
العديد من أنظمة بطاقات الائتمان فعالة في أستراليا، ومنها MasterCard وVisa وDiners Club وAmerican Express. لم يعد مخطط البطاقة المصرفية قيد الاستخدام.

### BPAY
BPAY هو نظام دفع الفواتير مستخدم في أستراليا، الذي تنظمه البنوك الأربعة الكبرى وليس AusPayNet. بدءًا من يناير 2015، غطى نظام مدفوعات BPAY أكثر من 156 بنكًا أستراليًا واتحادات ائتمانية ومؤسسات مالية. تقبل أكثر من 45000 شركة المدفوعات باستخدام BPAY، ويتم دفع ما يقرب من 30 مليون فاتورة كل شهر بقيمة 24 مليار دولار.

### مدفوعات عالية القيمة
يجري تنظيم المدفوعات عالية القيمة (المعروفة أيضًا باسم CS4) بوساطة AusPayNet بموجب لوائح إطار نظام المقاصة عالية القيمة.  أنظمة الدفع الرئيسية عالية القيمة في أستراليا هي:
- جمعية نظام تسليم مدفوعات الاتصالات المالية بين البنوك العالمية (SWIFT PDS).
- نظام التسجيل الفرعي الإلكتروني لغرفة المقاصة (CHESS).
- نظام تسجيل المعاملات المالية والمقاصة (FINTRACS).
- نظام معلومات وتحويل بنك الاحتياطي (RITS).

### منصة دفع جديدة
منصة المدفوعات الجديدة (NPP) هي بنية تحتية مفتوحة الوصول إلى المدفوعات السريعة في أستراليا. جرى تطوير NPP من طريق التعاون الصناعي لتمكين الأسر والشركات والوكالات الحكومية من إجراء مدفوعات موجهة ببساطة، مع توفر أموال في الوقت الفعلي تقريبًا للمتلقي، على مدار الساعة طوال أيام الأسبوع. كل رسالة دفع قادرة على نقل معلومات تحويل أكثر ثراءً من الأنظمة الأخرى. تدعم البنية التحتية NPP التطوير المستقل لخدمات «التراكب» لتقديم خدمات دفع مبتكرة للمستخدمين النهائيين.